# Aichhalden
Aichhalden là một đô thị ở huyện huyện Rottweil, ở bang Baden-Württemberg, thuộc nước Đức. Đô thị này có diện tích 25,74 km², dân số thời điểm 31 tháng 12 năm 2006 là 4147 người.